# Stillahavskungsfiskare
Stillahavskungsfiskare (Todiramphus sacer) är en fågel i familjen kungsfiskare inom ordningen praktfåglar.

## Utseende och läte
Stillahavskungsfiskaren har en geografiskt mycket varierande fjäderdräkt. Den är generellt grön eller blå ovan och vit eller beigeorange undertill. De flesta bestånd har ett orange- eller beigefärgat ögonbrynsstreck, som dock saknas framför allt på ön Vanikolo (se Utbredning nedan). I Tonga och Samoa är fåglarna mycket vitare, med ett brett vitt ögonbrynsstreck som kantar en liten grönaktig hjässa och undersidan är rent vit. Helig kungsfiskare är mycket lik, har slankare näbb och är alltid beigefärgad undertill. Unga heliga kungsfiskare har dessutom ett mer fjälligt utseende på bröstet. Lätet, mycket ofta hört, är ett hårt "kee-kee-kee-kee" som ofta avges i flykten.

## Utbredning och systematik
Stillahavskungsfiskare förekommer på öar i sydvästra Stilla havet och delas in i hela 22 underarter med följande utbredning:
- juliae-gruppen
  - T. s. torresianus – Torresöarna (Toga, Loh och Hiu)
  - T. s. santoensis – Banksöarna till Espíritu Santo och Malo (norra Vanuatu)
  - T. s. juliae – norra och centrala Vanuatu (öarna Maewo och Aoba till Efate)
  - T. s. erromangae – Erromango (södra Vanuatu)
  - T. s. tannensis – Tanna (södra Vanuatu)
- sacer-gruppen
  - T. s. sacer – Tonga
  - T. s. pealei – Tutuilaöarna (Amerikanska Samoa)
  - T. s. manuae – Ofu, Olosega och Tau (Amerikanska Samoa)
- solomonis-gruppen
  - T. s. pavuvu – Pavuvu (Russelöarna i centrala Salomonöarna)
  - T. s. mala – Malaita (östra Salomonöarna)
  - T. s. amoenus – Rennell och Bellona i Salomonöarna
  - T. s. sororom – Malaupaina och Malaulalo (södra Salomonöarna)
  - T. s. solomonis – Uki Ni Masi, Makira och Santa Anna i Salomonöarna
  - T. s. brachyurus – Revöarna (Fenualoa och Lomlon)
  - T. s. vicina – Dufföarna (östra Salomonöarna)
  - T. s. ornatus – Santa Cruzöarna och Tinakula (östra Salomonöarna)
  - T. s. utupuae – Utupua (Santa Cruzöarna i östra Salomonöarna)
  - T. s. melanodera – Vanikoro (Santa Cruzöarna i östra Salomonöarna)
- vitiensis-gruppen
  - T. s. vitiensis – Fiji (Vanua Levu, Taveuni, Viti Levu, Ovalau, Koro och Gau)
  - T. s. eximius – Fiji (Kadavu, Ono och Vanua Kula)
  - T. s. regina – Futuna (Wallis- och Futunaöarna i centrala Polynesien
- T. s. marinus – Lauöarna i östra Fiji

Tidigare betraktades den som en underart till halsbandskungsfiskare (T. chloris) och vissa, som BirdLife International, gör det fortfarande. Den urskiljs dock allt oftare som egen art efter studier. Underartsgruppen vitiensis fördes tidigare till helig kungsfiskare (T. sanctus).

## Levnadssätt
Stillahavskungsfiskaren är övervägande en kustlevande art där den föredrar mangroveskogar. Den är dock vanlig i de flesta miljöer upp till 1500 meters höjd, även inåt land.

## Status
IUCN erkänner den inte som art, varför dess hotstatus inte bedömts.